# Troisième circonscription de l'Aisne
La troisième circonscription de l'Aisne est représentée dans la XVIIe législature par Eddy Casterman, député Rassemblement national.

## Description géographique, historique et démographique
Les lois organiques du 11 juillet 1986 et du 24 novembre 1986 recréent la troisième circonscription selon un nouveau découpage. Elle inclut les cantons d'Aubenton, de Bohain-en-Vermandois, de La Capelle, de Guise, d'Hirson, de Marle, du Nouvion-en-Thiérache, de Ribemont, Sains-Richaumont, de Vervins et de Wassigny,,.
La troisième circonscription de l'Aisne n'est pas concernée par le redécoupage des circonscriptions législatives françaises de 2010. 
La loi organique du 17 mai 2013 entraîne le redécoupage des cantons de l'Aisne en 2014,. La troisième circonscription conserve son découpage issu des élections législatives de 1988, mais les cantons ne correspondent plus aux limites actuelles de la circonscription.
La troisième circonscription de l'Aisne regroupe alors le Nord du département, à l'exception du coin nord-ouest. Ce territoire est principalement rural, et regroupe les cantons suivants :
- Canton de Bohain-en-Vermandois
- Canton de Guise
- Canton d'Hirson
- Canton de Marle
- Canton de Ribemont
- Canton de Vervins

Au 1er janvier 2020, la circonscription groupe les 181 communes suivantes :
1. Agnicourt-et-Séchelles
2. Aisonville-et-Bernoville
3. Any-Martin-Rieux
4. Aubenton
5. Audigny
6. Autremencourt
7. Autreppes
8. Bancigny
9. Barzy-en-Thiérache
10. Beaumé
11. Becquigny
12. Bergues-sur-Sambre
13. Berlancourt
14. Bernot
15. Besmont
16. Bohain-en-Vermandois
17. Bosmont-sur-Serre
18. Boué
19. La Bouteille
20. Brancourt-le-Grand
21. Braye-en-Thiérache
22. Bucilly
23. Buire
24. Buironfosse
25. Burelles
26. La Capelle
27. Châtillon-lès-Sons
28. Chevennes
29. Chevresis-Monceau
30. Chigny
31. Cilly
32. Clairfontaine
33. Coingt
34. Colonfay
35. Croix-Fonsomme
36. Crupilly
37. Cuirieux
38. Dorengt
39. Effry
40. Englancourt
41. Éparcy
42. Erlon
43. Erloy
44. Esquéhéries
45. Étaves-et-Bocquiaux
46. Étréaupont
47. Étreux
48. La Ferté-Chevresis
49. Fesmy-le-Sart
50. La Flamengrie
51. Flavigny-le-Grand-et-Beaurain
52. Fontaine-lès-Vervins
53. Fontaine-Uterte
54. Fontenelle
55. Franqueville
56. Fresnoy-le-Grand
57. Froidestrées
58. Froidmont-Cohartille
59. Gercy
60. Gergny
61. Grand-Verly
62. Grandlup-et-Fay
63. Gronard
64. Grougis
65. Guise
66. Hannapes
67. Harcigny
68. Hary
69. Hauteville
70. Haution
71. La Hérie
72. Le Hérie-la-Viéville
73. Hirson
74. Houry
75. Housset
76. Iron
77. Iviers
78. Jeantes
79. Laigny
80. Landifay-et-Bertaignemont
81. Landouzy-la-Cour
82. Landouzy-la-Ville
83. Lavaqueresse
84. Lemé
85. Lerzy
86. Leschelle
87. Lesquielles-Saint-Germain
88. Leuze
89. Logny-lès-Aubenton
90. Lugny
91. Luzoir
92. Macquigny
93. Malzy
94. Marcy-sous-Marle
95. Marfontaine
96. Marle
97. Marly-Gomont
98. Martigny
99. Mennevret
100. Molain
101. Monceau-le-Neuf-et-Faucouzy
102. Monceau-le-Waast
103. Monceau-sur-Oise
104. Mondrepuis
105. Montbrehain
106. Mont-d'Origny
107. Montigny-en-Arrouaise
108. Montigny-le-Franc
109. Montigny-sous-Marle
110. Mont-Saint-Jean
111. Nampcelles-la-Cour
112. Neuve-Maison
113. La Neuville-Bosmont
114. La Neuville-Housset
115. La Neuville-lès-Dorengt
116. Neuvillette
117. Le Nouvion-en-Thiérache
118. Noyales
119. Ohis
120. Oisy
121. Origny-en-Thiérache
122. Origny-Sainte-Benoite
123. Papleux
124. Parpeville
125. Petit-Verly
126. Pierrepont
127. Pleine-Selve
128. Plomion
129. Prémont
130. Prisces
131. Proisy
132. Proix
133. Puisieux-et-Clanlieu
134. Ramicourt
135. Regny
136. Renansart
137. Ribeauville
138. Ribemont
139. Rocquigny
140. Rogny
141. Romery
142. Rougeries
143. Sains-Richaumont
144. Saint-Algis
145. Saint-Clément
146. Saint-Gobert
147. Saint-Martin-Rivière
148. Saint-Michel
149. Saint-Pierre-lès-Franqueville
150. Saint-Pierremont
151. Seboncourt
152. Serain
153. Séry-lès-Mézières
154. Sissy
155. Sommeron
156. Sons-et-Ronchères
157. Sorbais
158. Le Sourd
159. Surfontaine
160. Tavaux-et-Pontséricourt
161. Thenailles
162. Thenelles
163. Thiernu
164. Toulis-et-Attencourt
165. Tupigny
166. Vadencourt
167. La Vallée-au-Blé
168. La Vallée-Mulâtre
169. Vaux-Andigny
170. Vénérolles
171. Vervins
172. Vesles-et-Caumont
173. Villers-le-Sec
174. Villers-lès-Guise
175. Voharies
176. Voulpaix
177. Voyenne
178. Wassigny
179. Watigny
180. Wiège-Faty
181. Wimy

## Historique des députations
| Législature | Début de mandat | Fin de mandat  | Député                | Parti politique | Observations |
| ----------- | --------------- | -------------- | --------------------- | --------------- | --- |
| IXe         | 23 juin 1988    | 1er avril 1993 | Jean-Pierre Balligand | PS              | Conseiller général et maire de Vervins                                                                                       |
| Xe          | 2 avril 1993    | 21 avril 1997  | Jean-Pierre Balligand | PS              | Conseiller général et maire de Vervins Mandat écourté à la suite d'une dissolution parlementaire décidée par Jacques Chirac. |
| XIe         | 12 juin 1997    | 18 juin 2002   | Jean-Pierre Balligand | PS              | Conseiller général et maire de Vervins                                                                                       |
| XIIe        | 19 juin 2002    | 19 juin 2007   | Jean-Pierre Balligand | PS              | Conseiller général et maire de Vervins                                                                                       |
| XIIIe       | 20 juin 2007    | 19 juin 2012   | Jean-Pierre Balligand | PS              | Conseiller général et maire de Vervins                                                                                       |
| XIVe        | 20 juin 2012    | 20 juin 2017   | Jean-Louis Bricout    | PS              | Conseiller régional et maire de Bohain-en-Vermandois                                                                         |
| XVe         | 21 juin 2017    | 21 juin 2022   | Jean-Louis Bricout    | PS              | Maire de Bohain-en-Vermandois                                                                                                |
| XVIe        | 22 juin 2022    | 9 juin 2024    | Jean-Louis Bricout    | DVG-NUPES       | Mandat écourté à la suite d'une dissolution parlementaire décidée par Emmanuel Macron.                                       |
| XVIIe       | 8 juillet 2024  | En cours       | Eddy Casterman        | RAD-RN          | Conseiller municipal d'Englos                                                                                                |

## Historique des résultats

### Élections de 1986
Les élections législatives françaises de 1986 ont eu lieu le dimanche 16 mars 1986. Fait unique sous la Ve république, elles se sont déroulées au scrutin proportionnel à un seul tour dans chaque département français. Le résultat dans la 3e circonscription de l'Aisne n'est donc donné qu'à titre indicatif, à partir du découpage des ordonnances de 1986.
| Parti          | Parti            | Tête de liste         | Premier tour | Premier tour |
| Parti          | Parti            | Tête de liste         | Voix         | %            |
| -------------- | ---------------- | --------------------- | ------------ | ------------ |
|                | UDF-RPR          | André Rossi           | 21 781       | 37,20        |
|                | Parti socialiste | Jean-Pierre Balligand | 21 539       | 36,79        |
|                | Parti communiste | Daniel Le Meur        | 9 139        | 15,61        |
|                | Front national   | Hubert Potel          | 5 097        | 8,71         |
|                | MPPT             | Michel Aurigny        | 989          | 1,69         |
|                | DVD              | Daniel Lipka          | 0            | 0            |
|                |                  |                       |              |              |
| Inscrits       | Inscrits         | Inscrits              | 76 073       | 100,00       |
| Abstentions    | Abstentions      | Abstentions           | 13 347       | 17,54        |
| Votants        | Votants          | Votants               | 62 726       | 82,46        |
| Blancs et nuls | Blancs et nuls   | Blancs et nuls        | 4 181        | 6,67         |
| Exprimés       | Exprimés         | Exprimés              | 58 545       | 93,33        |

### Élections législatives de 1988
| Candidat       | Candidat                            | Parti           | Premier tour | Premier tour | Second tour | Second tour |  |
| Candidat       | Candidat                            | Parti           | Voix         | %            | Voix        | %           |  |
| -------------- | ----------------------------------- | --------------- | ------------ | ------------ | ----------- | ----------- |  |
|                | Jean-Pierre Balligand sortant réélu | PS              | 26 186       | 49,81        | 35 010      | 64,56       |  |
|                | Jacques Boury                       | UDF (PSD) (URC) | 13 949       | 26,53        | 19 216      | 35,44       |  |
|                | Yvan Rojo                           | PCF             | 7 540        | 14,34        |             |             |  |
|                | René Goarin                         | FN              | 4 895        | 9,31         |             |             |  |
|                |                                     |                 |              |              |             |             |  |
| Inscrits       | Inscrits                            | Inscrits        | 75 671       | 100,00       | 75 653      | 100,00      |  |
| Abstentions    | Abstentions                         | Abstentions     | 21 577       | 28,51        | 19 410      | 25,66       |  |
| Votants        | Votants                             | Votants         | 54 094       | 71,49        | 56 243      | 74,34       |  |
| Blancs et nuls | Blancs et nuls                      | Blancs et nuls  | 1 524        | 2,82         | 2 017       | 3,59        |  |
| Exprimés       | Exprimés                            | Exprimés        | 52 570       | 97,18        | 54 226      | 96,41       |  |

Daniel Cuvelier, conseiller général, maire de Guise était le suppléant de Jean-Pierre Balligand.

### Élections législatives de 1993
| Candidat       | Candidat                            | Parti          | Premier tour | Premier tour | Second tour | Second tour |  |
| Candidat       | Candidat                            | Parti          | Voix         | %            | Voix        | %           |  |
| -------------- | ----------------------------------- | -------------- | ------------ | ------------ | ----------- | ----------- |  |
|                | Christian Cabrol                    | RPR (UPF)      | 20 379       | 37,99        | 26 678      | 46,74       |  |
|                | Jean-Pierre Balligand sortant réélu | PS (ADFP)      | 19 408       | 36,18        | 30 396      | 53,26       |  |
|                | Michel Corniaux                     | PCF            | 4 822        | 8,99         |             |             |  |
|                | René Goarin                         | FN             | 4 656        | 8,68         |             |             |  |
|                | José Meurice                        | Les Verts (EÉ) | 1991         | 3,71         |             |             |  |
|                | Michel Flamant                      | LT-LNÉ         | 1239         | 2,31         |             |             |  |
|                | Claude Péronne                      | Divers droite  | 712          | 1,33         |             |             |  |
|                | Henri-Michel Falavigna              | CNIP           | 437          | 0,81         |             |             |  |
|                |                                     |                |              |              |             |             |  |
| Inscrits       | Inscrits                            | Inscrits       | 75 093       | 100,00       | 75 080      | 100,00      |  |
| Abstentions    | Abstentions                         | Abstentions    | 18 978       | 25,27        | 15 715      | 20,93       |  |
| Votants        | Votants                             | Votants        | 56 115       | 74,73        | 59 365      | 79,07       |  |
| Blancs et nuls | Blancs et nuls                      | Blancs et nuls | 2 471        | 4,4          | 2 291       | 3,86        |  |
| Exprimés       | Exprimés                            | Exprimés       | 53 644       | 95,6         | 57 074      | 96,14       |  |

Daniel Cuvelier était suppléant de Jean-Pierre Balligand.

### Élections de 1997
| Candidat       | Candidat                            | Parti          | Premier tour | Premier tour | Second tour | Second tour |  |
| Candidat       | Candidat                            | Parti          | Voix         | %            | Voix        | %           |  |
| -------------- | ----------------------------------- | -------------- | ------------ | ------------ | ----------- | ----------- |  |
|                | Jean-Pierre Balligand sortant réélu | PS             | 23 131       | 46,07        | 33 970      | 67,32       |  |
|                | Dominique Moyse                     | UDF            | 9 015        | 17,96        | 16 487      | 32,68       |  |
|                | Jacques de La Fontaine              | FN             | 7 592        | 15,12        |             |             |  |
|                | Marcel Patris                       | PCF            | 3 981        | 7,93         |             |             |  |
|                | Jean-Loup Pernelle                  | LO             | 1 691        | 3,37         |             |             |  |
|                | Patrice Lallement                   | LDI (MPF)      | 1 547        | 3,08         |             |             |  |
|                | Stéphane Bizeau                     | GÉ             | 1 159        | 2,31         |             |             |  |
|                | Claude Péronne                      | Divers droite  | 1 123        | 2,24         |             |             |  |
|                | José Meurice                        | Les Verts      | 969          | 1,93         |             |             |  |
|                |                                     |                |              |              |             |             |  |
| Inscrits       | Inscrits                            | Inscrits       | 73 230       | 100,00       | 73 225      | 100,00      |  |
| Abstentions    | Abstentions                         | Abstentions    | 20 584       | 28,11        | 19 808      | 27,05       |  |
| Votants        | Votants                             | Votants        | 52 646       | 71,89        | 53 417      | 72,95       |  |
| Blancs et nuls | Blancs et nuls                      | Blancs et nuls | 2 438        | 4,63         | 2 960       | 5,54        |  |
| Exprimés       | Exprimés                            | Exprimés       | 50 208       | 95,37        | 50 457      | 94,46       |  |

Le suppléant de Jean-Pierre Balligand était Daniel Cuvelier, conseiller général du canton de Guise, maire de Guise.

### Élections de 2002
| Candidat       | Candidat                            | Parti            | Premier tour | Premier tour | Second tour | Second tour |  |
| Candidat       | Candidat                            | Parti            | Voix         | %            | Voix        | %           |  |
| -------------- | ----------------------------------- | ---------------- | ------------ | ------------ | ----------- | ----------- |  |
|                | Jean-Pierre Balligand sortant réélu | PS               | 20 529       | 45,54        | 25 589      | 60,56       |  |
|                | Annick Garin                        | UMP              | 11 787       | 26,15        | 16 667      | 39,44       |  |
|                | Françoise Delahaye                  | FN               | 6 816        | 15,12        |             |             |  |
|                | Yannick Marlant                     | PCF              | 1 573        | 3,49         |             |             |  |
|                | Marc Pailler                        | LO               | 908          | 2,01         |             |             |  |
|                | Andrée Flamengt                     | CPNT             | 850          | 1,89         |             |             |  |
|                | José Meurice                        | Les Verts        | 804          | 1,78         |             |             |  |
|                | Annie Pissot                        | MPF              | 541          | 1,20         |             |             |  |
|                | Nicole Caillot                      | Pôle républicain | 429          | 0,95         |             |             |  |
|                | Danièle Sene                        | LCR              | 359          | 0,80         |             |             |  |
|                | Dominique Marcineck                 | MNR              | 348          | 0,77         |             |             |  |
|                | Daniel Wargnier                     | GÉ               | 134          | 0,30         |             |             |  |
|                |                                     |                  |              |              |             |             |  |
| Inscrits       | Inscrits                            | Inscrits         | 72 659       | 100,00       | 72 654      | 100,00      |  |
| Abstentions    | Abstentions                         | Abstentions      | 26 497       | 36,47        | 28 350      | 39,02       |  |
| Votants        | Votants                             | Votants          | 46 162       | 63,53        | 44 304      | 60,98       |  |
| Blancs et nuls | Blancs et nuls                      | Blancs et nuls   | 1 084        | 2,35         | 2 048       | 4,62        |  |
| Exprimés       | Exprimés                            | Exprimés         | 45 078       | 97,65        | 42 256      | 95,38       |  |

Le suppléant de Jean-Pierre Balligand était Michel Collet, professeur retraité, conseiller général du canton de Bohain-en-Vermandois, maire de Prémont.

### Élections de 2007
| Candidat       | Candidat                            | Parti          | Premier tour | Premier tour | Second tour | Second tour |  |
| Candidat       | Candidat                            | Parti          | Voix         | %            | Voix        | %           |  |
| -------------- | ----------------------------------- | -------------- | ------------ | ------------ | ----------- | ----------- |  |
|                | Jean-Pierre Balligand sortant réélu | PS             | 18 046       | 41,16        | 24 383      | 53,31       |  |
|                | Frédéric Meura                      | UMP            | 15 889       | 36,24        | 21 354      | 46,69       |  |
|                | Nathalie Fauvergue                  | FN             | 3 278        | 7,48         |             |             |  |
|                | Ginette Devaux                      | PCF            | 1 573        | 3,79         |             |             |  |
|                | Edwin Legris                        | UDF–MoDem      | 1 499        | 3,42         |             |             |  |
|                | Dimitri Severac                     | LCR            | 947          | 2,16         |             |             |  |
|                | Valérie Delattre                    | Les Verts      | 616          | 1,41         |             |             |  |
|                | Andrée Flamengt                     | CPNT           | 507          | 1,16         |             |             |  |
|                | Marc Pailler                        | LO             | 467          | 1,07         |             |             |  |
|                | Véronique Ballot                    | MPF            | 432          | 0,99         |             |             |  |
|                | Raymonde Rémy                       | MNR            | 234          | 0,53         |             |             |  |
|                | Isabelle Maillet                    | GÉ             | 216          | 0,49         |             |             |  |
|                | Monique Choain                      | Divers         | 138          | 0,31         |             |             |  |
|                |                                     |                |              |              |             |             |  |
| Inscrits       | Inscrits                            | Inscrits       | 72 227       | 100,00       | 72 224      | 100,00      |  |
| Abstentions    | Abstentions                         | Abstentions    | 27 487       | 38,06        | 25 232      | 34,94       |  |
| Votants        | Votants                             | Votants        | 44 740       | 61,94        | 46 992      | 65,06       |  |
| Blancs et nuls | Blancs et nuls                      | Blancs et nuls | 898          | 2,01         | 1 255       | 2,67        |  |
| Exprimés       | Exprimés                            | Exprimés       | 43 842       | 97,99        | 45 737      | 97,33       |  |

Le suppléant de Jean-Pierre Balligand était Michel Collet.

### Élections de 2012
| Candidat       | Candidat                       | Parti          | Premier tour | Premier tour | Second tour | Second tour |  |
| Candidat       | Candidat                       | Parti          | Voix         | %            | Voix        | %           |  |
| -------------- | ------------------------------ | -------------- | ------------ | ------------ | ----------- | ----------- |  |
|                | Jean-Louis Bricout élu         | PS             | 16 683       | 41,10        | 21 751      | 54,31       |  |
|                | Frédéric Meura                 | UMP            | 13 005       | 32,04        | 18 301      | 45,69       |  |
|                | Bertrand Dutheil de La Rochère | RBM (FN)       | 6 617        | 16,30        |             |             |  |
|                | Régis Lecoyer                  | FG (PG) (PCF)  | 1 888        | 4,65         |             |             |  |
|                | Pierre Chabot                  | PDF (NDP)      | 619          | 1,53         |             |             |  |
|                | France Savelli                 | PRV            | 535          | 1,32         |             |             |  |
|                | Jean-Pierre Vitu               | LO             | 377          | 0,93         |             |             |  |
|                | Didier Colpin                  | RS             | 354          | 0,87         |             |             |  |
|                | Jean-Claude Pagniez            | DLR            | 327          | 0,81         |             |             |  |
|                | Joël Pichonnier                | LGM            | 185          | 0,46         |             |             |  |
|                |                                |                |              |              |             |             |  |
| Inscrits       | Inscrits                       | Inscrits       | 70 292       | 100,00       | 70 285      | 100,00      |  |
| Abstentions    | Abstentions                    | Abstentions    | 28 911       | 41,13        | 28 872      | 41,08       |  |
| Votants        | Votants                        | Votants        | 41 381       | 58,87        | 41 413      | 58,92       |  |
| Blancs et nuls | Blancs et nuls                 | Blancs et nuls | 791          | 1,91         | 1 361       | 3,29        |  |
| Exprimés       | Exprimés                       | Exprimés       | 40 590       | 98,09        | 40 052      | 96,71       |  |

Le candidat suppléant du Parti socialiste était Michel Lefèvre, mais il est mort d'un accident de la route le vendredi 1er juin, à peine plus d'une semaine avant le premier tour. En conséquence, conformément au code électoral, le candidat qu'il supplée (Jean-Louis Bricout) a dû notifier au préfet un nouveau suppléant.
Thierry Thomas, conseiller général du canton du Nouvion-en-Thiérache, maire de Boué, devint suppléant.

### Élections de 2017
| Candidat         | Candidat                | Parti        | Premier tour | Premier tour | Second tour | Second tour |
| Candidat         | Candidat                | Parti        | Voix         | %            | Voix        | %           |
| ---------------- | ----------------------- | ------------ | ------------ | ------------ | ----------- | ----------- |
|                  | Paul-Henry Hansen-Catta | FN           | 8 113        | 25,51        | 11 487      | 39,55       |
|                  | Jean-Louis Bricout*     | PS           | 7 556        | 23,76        | 17 558      | 60,45       |
|                  | Alain Husillos-Crespo   | MoDem - LREM | 5 755        | 18,10        |             |             |
|                  | Laurent Marlot          | LR - UDI     | 4 841        | 15,22        |             |             |
|                  | Alexandra Mortet        | FI           | 2 352        | 7,40         |             |             |
|                  | Philippe Torre          | DLF          | 1 242        | 3,91         |             |             |
|                  | Christophe Parent       | EELV         | 767          | 2,41         |             |             |
|                  | Aurélien Gal            | PCF          | 613          | 1,93         |             |             |
|                  | Laetitia Voisin         | LO           | 358          | 1,13         |             |             |
|                  | Clémence Théry-Hermain  | UPR          | 207          | 0,65         |             |             |
|                  |                         |              |              |              |             |             |
| Inscrits         | Inscrits                | Inscrits     | 68 099       | 100,00       | 68 085      | 100,00      |
| Abstentions      | Abstentions             | Abstentions  | 35 369       | 51,94        | 36 747      | 53,97       |
| Votants          | Votants                 | Votants      | 32 730       | 48,06        | 31 338      | 46,03       |
| Blancs           | Blancs                  | Blancs       | 639          | 1,95         | 1 606       | 5,12        |
| Nuls             | Nuls                    | Nuls         | 287          | 0,88         | 687         | 2,19        |
| Exprimés         | Exprimés                | Exprimés     | 31 804       | 97,17        | 29 045      | 92,68       |
| * député sortant |                         |              |              |              |             |             |

La suppléante de Jean-Louis Bricout était Catherine Lagrange, ambulancière, syndicaliste, de Hirson.

### Élections de 2022
| Candidat,                | Candidat,                | Parti et coalition       | Nuance                   | Premier tour | Premier tour | Second tour | Second tour |
| Candidat,                | Candidat,                | Parti et coalition       | Nuance                   | Voix         | %            | Voix        | %           |
| ------------------------ | ------------------------ | ------------------------ | ------------------------ | ------------ | ------------ | ----------- | ----------- |
|                          | Jean-Louis Bricout,      | SE (NUPES)               | NUP                      | 13 518       | 45,88        | 15 586      | 54,84       |
|                          | Paul-Henry Hansen-Catta  | RN                       | RN                       | 9 518        | 32,31        | 12 836      | 45,16       |
|                          | Jérôme Moineuse          | LR (UDC)                 | LR                       | 3 584        | 12,17        |             |             |
|                          | Hervé Bernardeau,        | CNIP (REC)               | REC                      | 1 617        | 5,49         |             |             |
|                          | Laetitia Voisin          | LO                       | DXG                      | 762          | 2,59         |             |             |
|                          | Agnès Chotin,            | LP                       | DSV                      | 462          | 1,57         |             |             |
|                          |                          |                          |                          |              |              |             |             |
| Votes valides            | Votes valides            | Votes valides            | Votes valides            | 29 461       | 97,12        | 28 422      | 94,66       |
| Votes blancs             | Votes blancs             | Votes blancs             | Votes blancs             | 626          | 2,06         | 1 109       | 3,69        |
| Votes nuls               | Votes nuls               | Votes nuls               | Votes nuls               | 248          | 0,82         | 495         | 1,65        |
| Total                    | Total                    | Total                    | Total                    | 30 335       | 100          | 30 026      | 100         |
| Abstention               | Abstention               | Abstention               | Abstention               | 36 374       | 54,53        | 36 689      | 54,99       |
| Inscrits / participation | Inscrits / participation | Inscrits / participation | Inscrits / participation | 66 709       | 45,47        | 66 715      | 45,01       |

Le suppléant de Jean-Louis Bricout était Johann Wéry, maire de La Capelle.

### Elections de 2024
| Candidat                 | Candidat                 | Parti et coalition       | Nuance                   | Premier tour | Premier tour |
| Candidat                 | Candidat                 | Parti et coalition       | Nuance                   | Voix         | %            |
| ------------------------ | ------------------------ | ------------------------ | ------------------------ | ------------ | ------------ |
|                          | Eddy Casterman           | RAD (RN)                 | EXD                      | 23 577       | 57,64        |
|                          | Jean-Louis Bricout       | LC                       | DVG                      | 15 385       | 37,62        |
|                          | Damien Créon             | DLF                      | DSV                      | 1 165        | 2,85         |
|                          | Laetitia Voisin          | LO                       | EXG                      | 763          | 1,87         |
|                          | Anne-Marie Fournier      | REC                      | REC                      | 11           | 0,03         |
|                          |                          |                          |                          |              |              |
| Votes valides            | Votes valides            | Votes valides            | Votes valides            | 40 901       | 96,60        |
| Votes blancs             | Votes blancs             | Votes blancs             | Votes blancs             | 942          | 2,22         |
| Votes nuls               | Votes nuls               | Votes nuls               | Votes nuls               | 497          | 1,17         |
| Total                    | Total                    | Total                    | Total                    | 42 340       | 100          |
| Abstention               | Abstention               | Abstention               | Abstention               | 23 648       | 35,84        |
| Inscrits / participation | Inscrits / participation | Inscrits / participation | Inscrits / participation | 65 988       | 64,16        |

Le suppléant d'Eddy Casterman est Alban Hachard.